# Simon Berghan
Pas d'image ? Cliquez ici

a Compétitions nationales et continentales officielles uniquement.

b Matchs officiels uniquement.
Dernière mise à jour le 3 juillet 2024.
Simon Berghan, né le 7 décembre 1990 à Christchurch (Nouvelle-Zélande), est un joueur international écossais de rugby à XV d'origine néo-zélandaise. Il joue au poste de pilier droit.

## Biographie
Né et élevé en Nouvelle-Zélande, il joue dans des équipes amateur avant d'obtenir une place dans l'équipe des Crusaders Knights, l'équipe des espoirs de la franchise de Super Rugby, les Crusaders. Cependant, sa carrière professionnelle commence en Europe, obtenant en 2014 un contrat avec l'équipe d'Édimbourg. 
Il est éligible pour jouer en équipe d'Écosse par son grand-père écossais et est appelé en sélection nationale pour disputer le Tournoi des Six Nations 2017. Il fait ses débuts internationaux en entrant en tant que remplaçant en deuxième mi-temps contre l'équipe de France. Par la suite, après vingt-quatre capes, il est appelé par le sélectionneur Gregor Townsend parmi les 31 joueurs qui disputent la Coupe du monde 2019.
Durant la saison 2022-2023, son équipe, les Glasgow Warriors, atteint la finale de Challenge Cup où elle affronte le RC Toulon. Pour cette rencontre, il commence sur le banc des remplaçants, avant d'entrer en jeu en seconde période à la place de Zander Fagerson ; son équipe est cependant battue sur le score de 43 à 19,.
À l'issue de cette saison, il met un terme à sa carrière sportive.

## Palmarès
- Finaliste de la Challenge Cup en 2023 avec les Glasgow Warriors.